# 한국기독교학술원
한국기독교학술원(Academy of Christianity of Korea)은 대한민국의 기독교 관련 학술 단체이다. 신학학술원으로 1988년 3월 16일 한국교회신학연구원을 시작하였는데 1988년 9월 2일 현재의 이름으로 개명하였다. 한국교회의 원로인 정진경, 이종성, 임옥, 김인득, 김경래, 이흥순 등을 중심으로 발족하였다. 한국 교회, 한국 사회와 관련된 신학적 주제들을 연구하여 발표하고 출판하고 있다. 현재 대표는 이승택 이사장이며 원장은 손인웅 목사이다. 조직으로는 이사회, 연구교수, 정회원으로 구성되어있다. 매년 한국기독교학술상 수상자를 선정하여 시상한다.

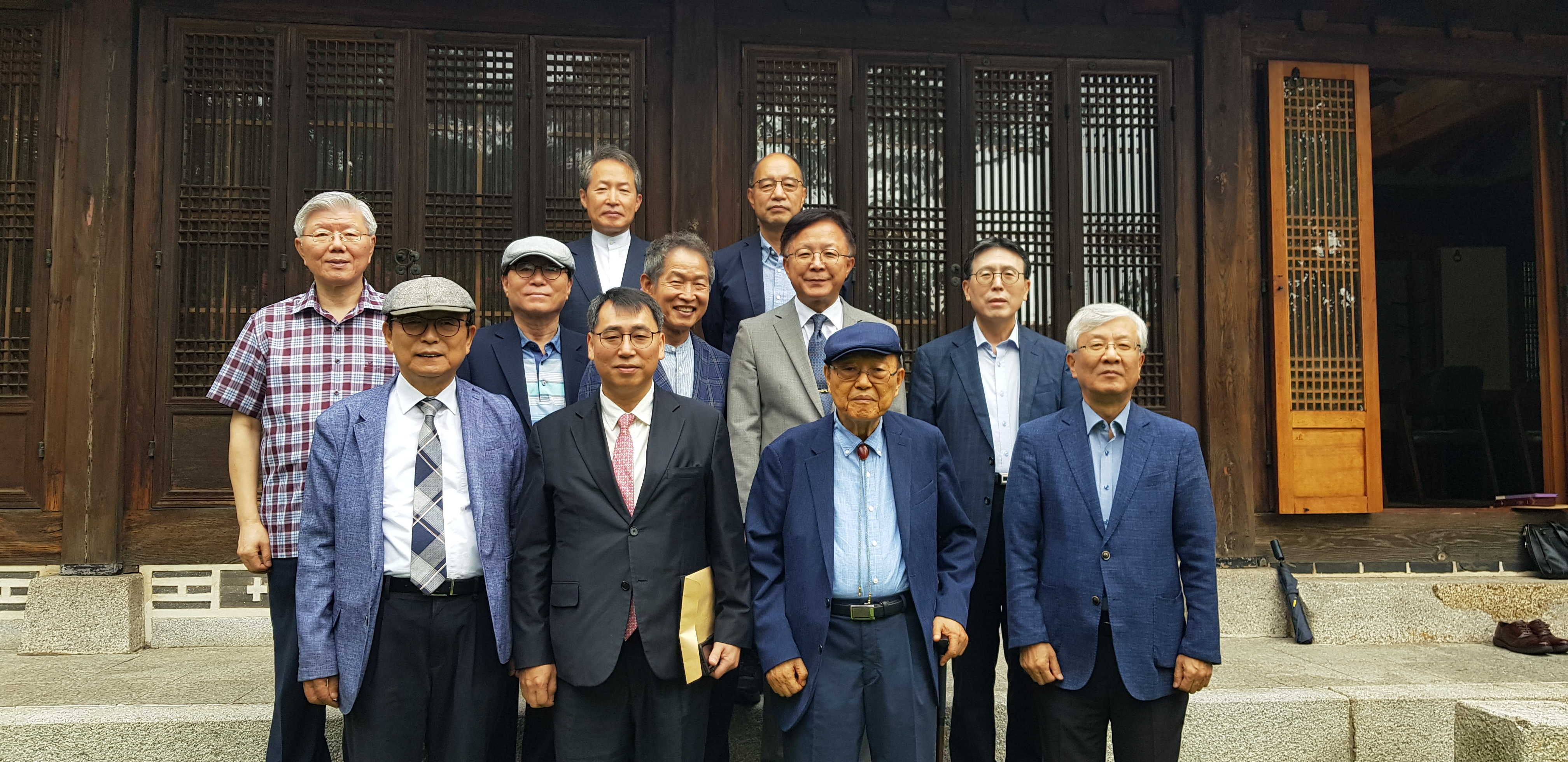
한국기독교학술원 연구교수들 2023년 8월 24일 덕수교회 일관정, 앞줄좌로부터 김명용, 이승택 이사장, 손인웅 원장, 노영상 뒤줄우측에서 왕대일, 이병수, 김성봉, 이신건, 안명준, 지형은, 임희국

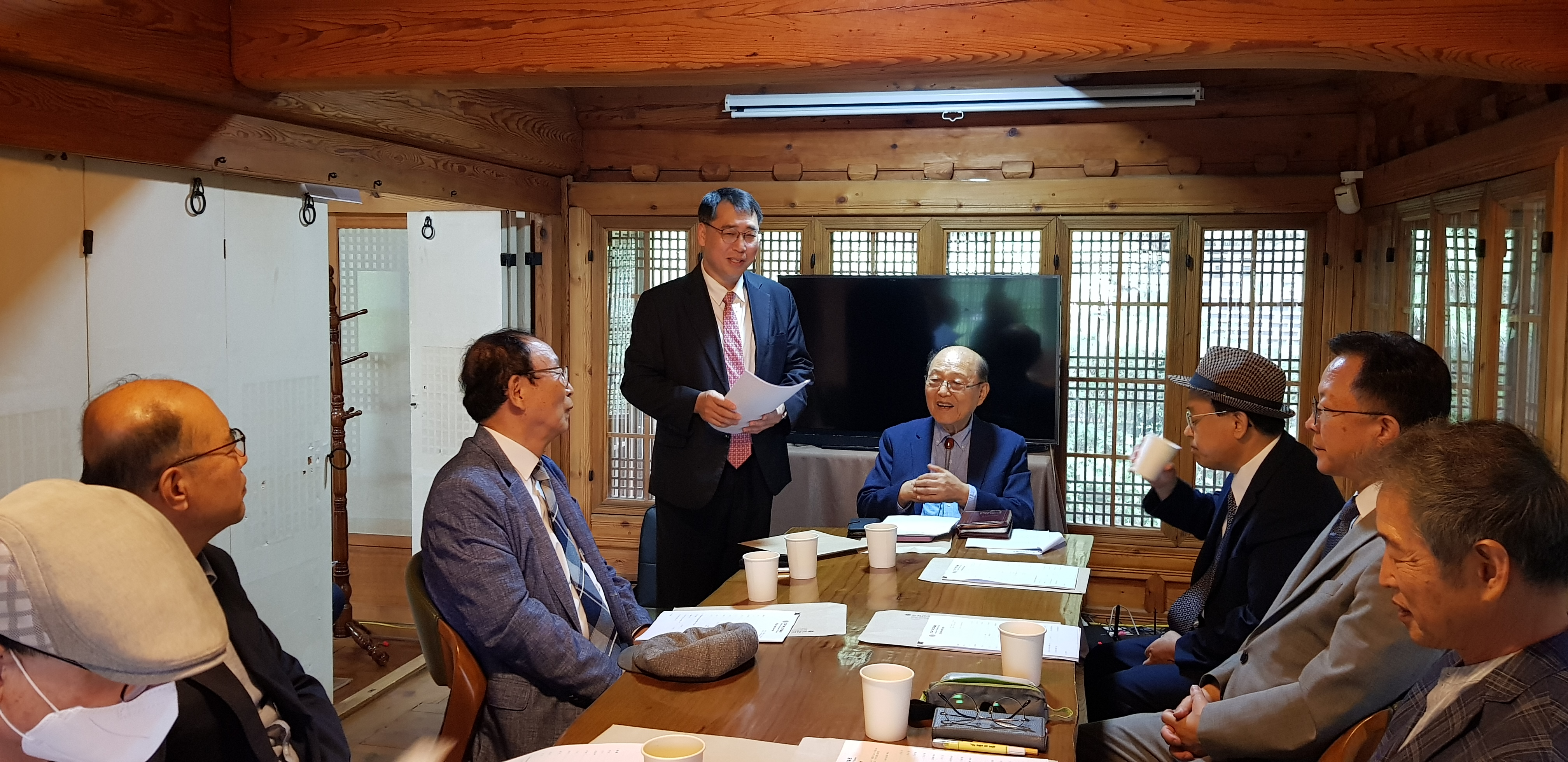
한국기독교학술원 연구교수모임, 덕수교회

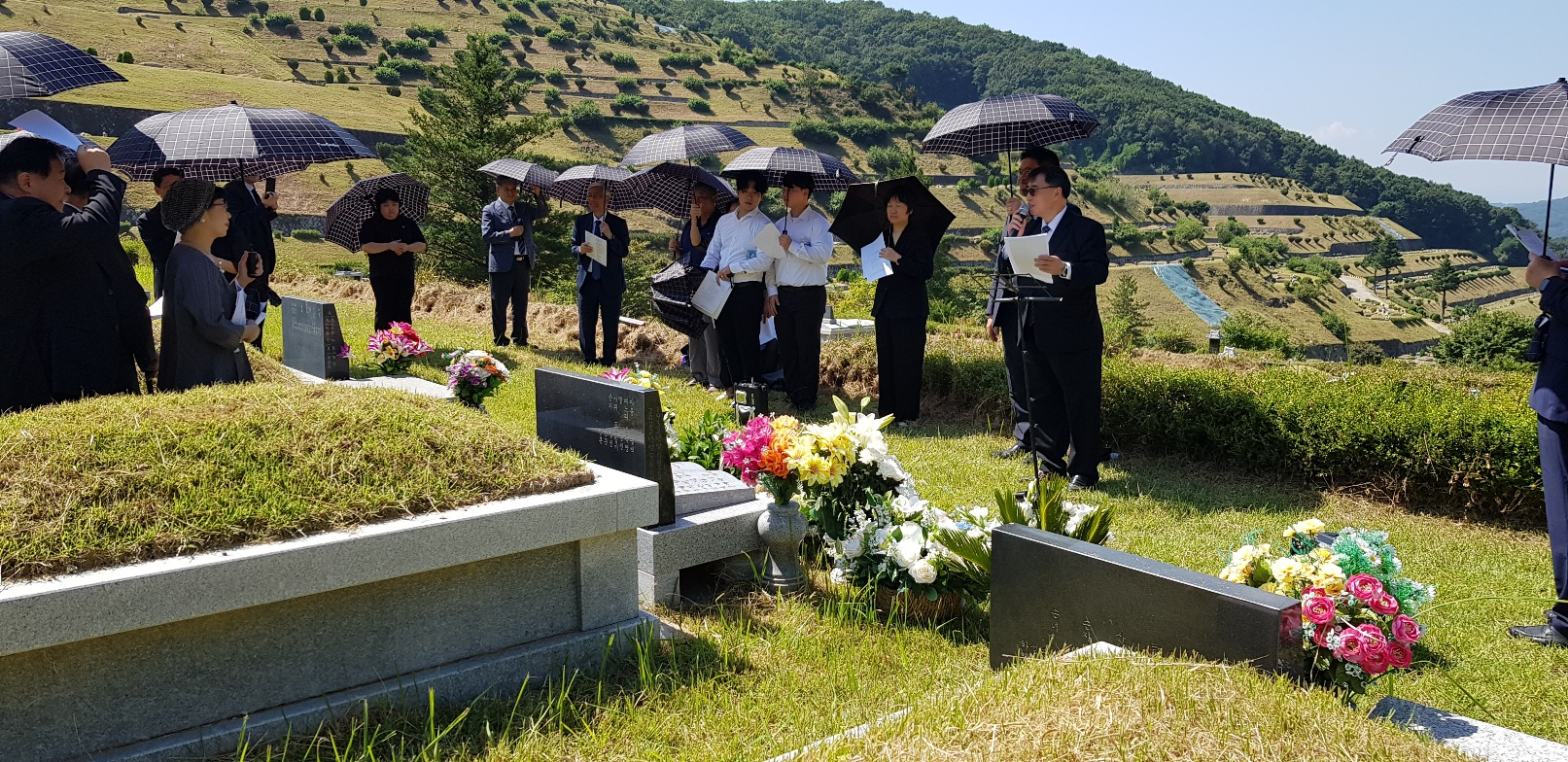
한국기독교학술원 이흥순 이사장의 아들 이승택 이사장, 1주기 예배

## 학술원 조직
- 이사장: 이승택
- 원장: 손인웅
- 사무국장: 정일환
- 감사: 박행민, 박현용
- 법인이사: 손인웅, 김성봉, 이승택, 안조현, 홍성혁, 라정찬, 조성욱, 유준수, 신종규, 신정일

## 역대 임원들

### 이사장
- 1대 이사장: 이흥순
- 2대 이사장: 이승택

### 원장
- 1대 원장 이종성
- 2대 원장 이종윤
- 3대 원장 손인웅

## 연구교수 명단
- 2023년 8월 24일 ~ 김성봉, 김명용, 노영상, 안명준, 이승구, 이신건, 왕대일, 이병수, 박보경, 임희국, 지형은
- 위원장: 김명용
- 총무: 노영상
- 회계: 지형은

### 정회원들
김성봉, 김명용, 안명준, 노영상, 이승구, 이상규, 이수영, 박준서, 이상현, 정근모, 민경배, 라정환, 박창환, 박재훈, 조신권, 강창희, 금주섭, 김은수, 이양호, 임희국, 오덕교, 왕대일, 오영석, 이광순, 김국환, 김재진, 박경수, 박응규, 박종천, 서창원, 심창섭, 엄진섭, 오영석, 왕대일, 유석성, 이상훈, 장훈태, 정일웅, 조광호, 주재용, 최윤배, 한영태, 조성욱

역대 이사장과 원장과 임원 사진
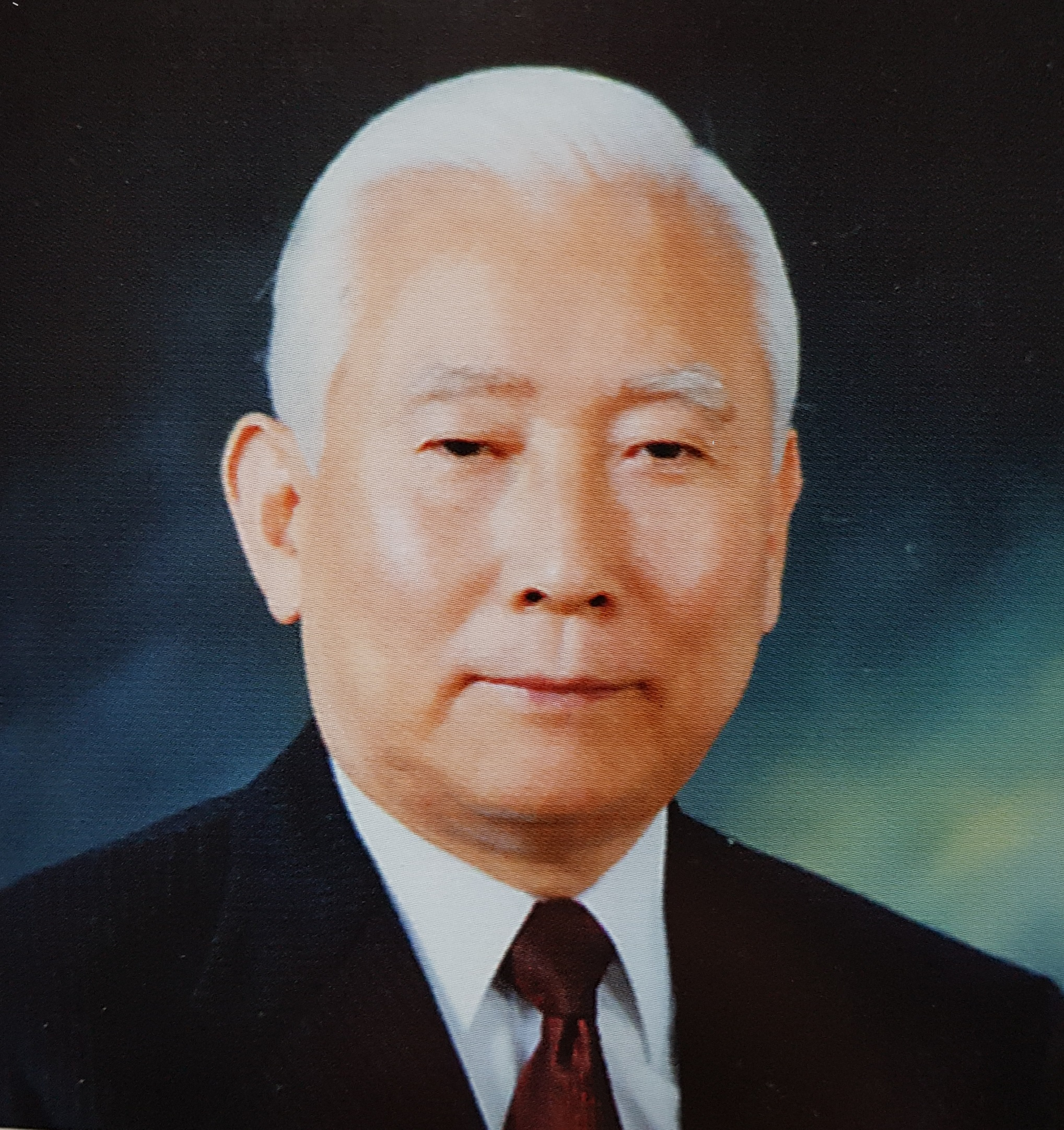
이흥순 박사 1대 이사장
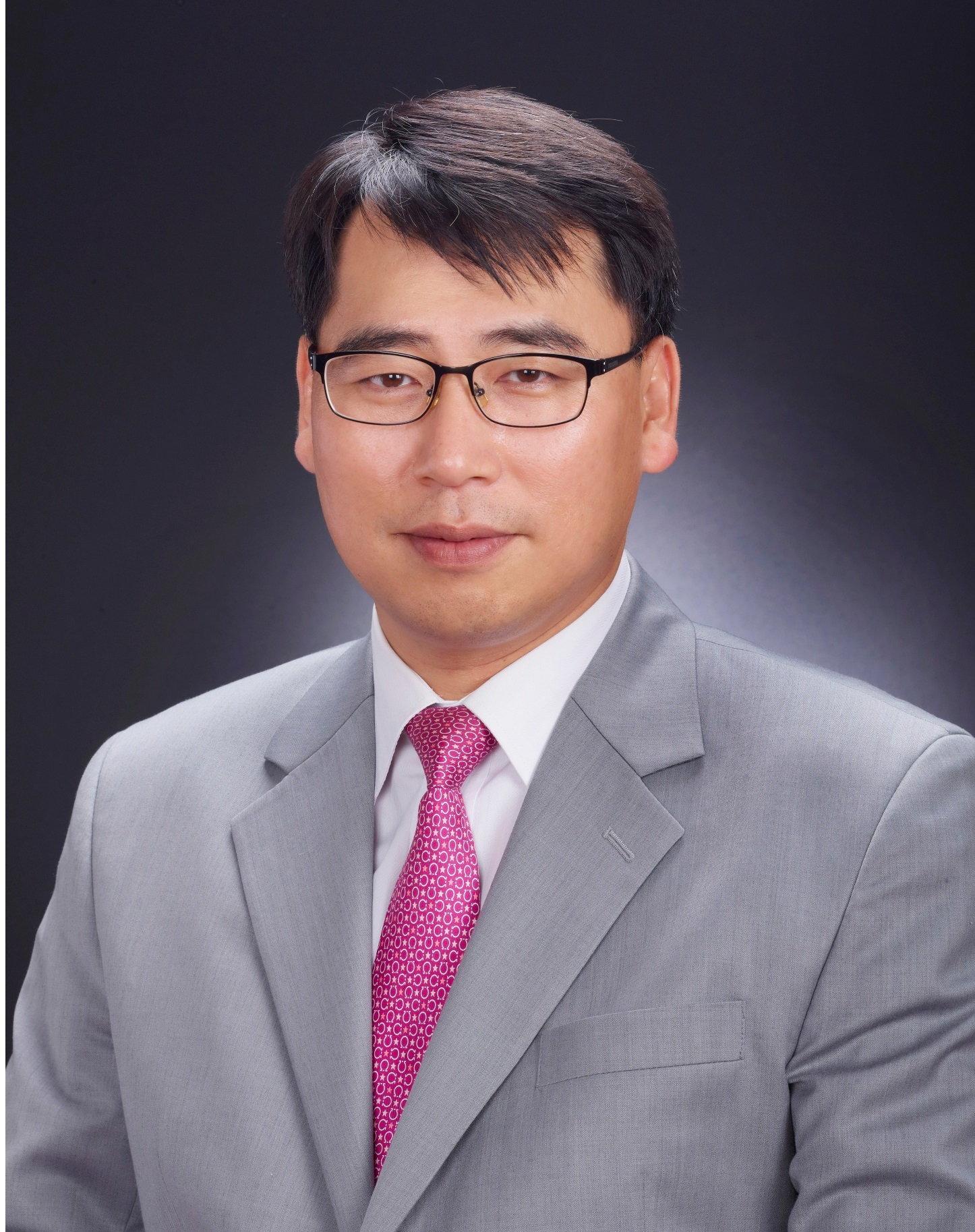
이승택 한국기독교학술원 2대 이사장
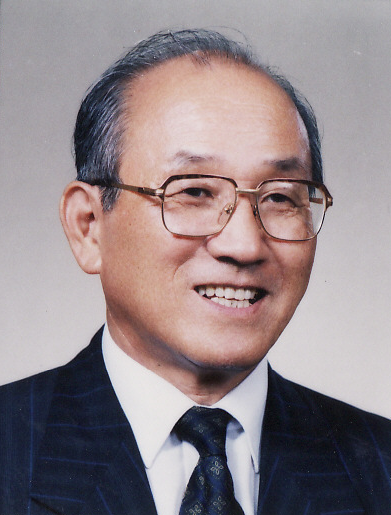
이종성 박사 1대 원장
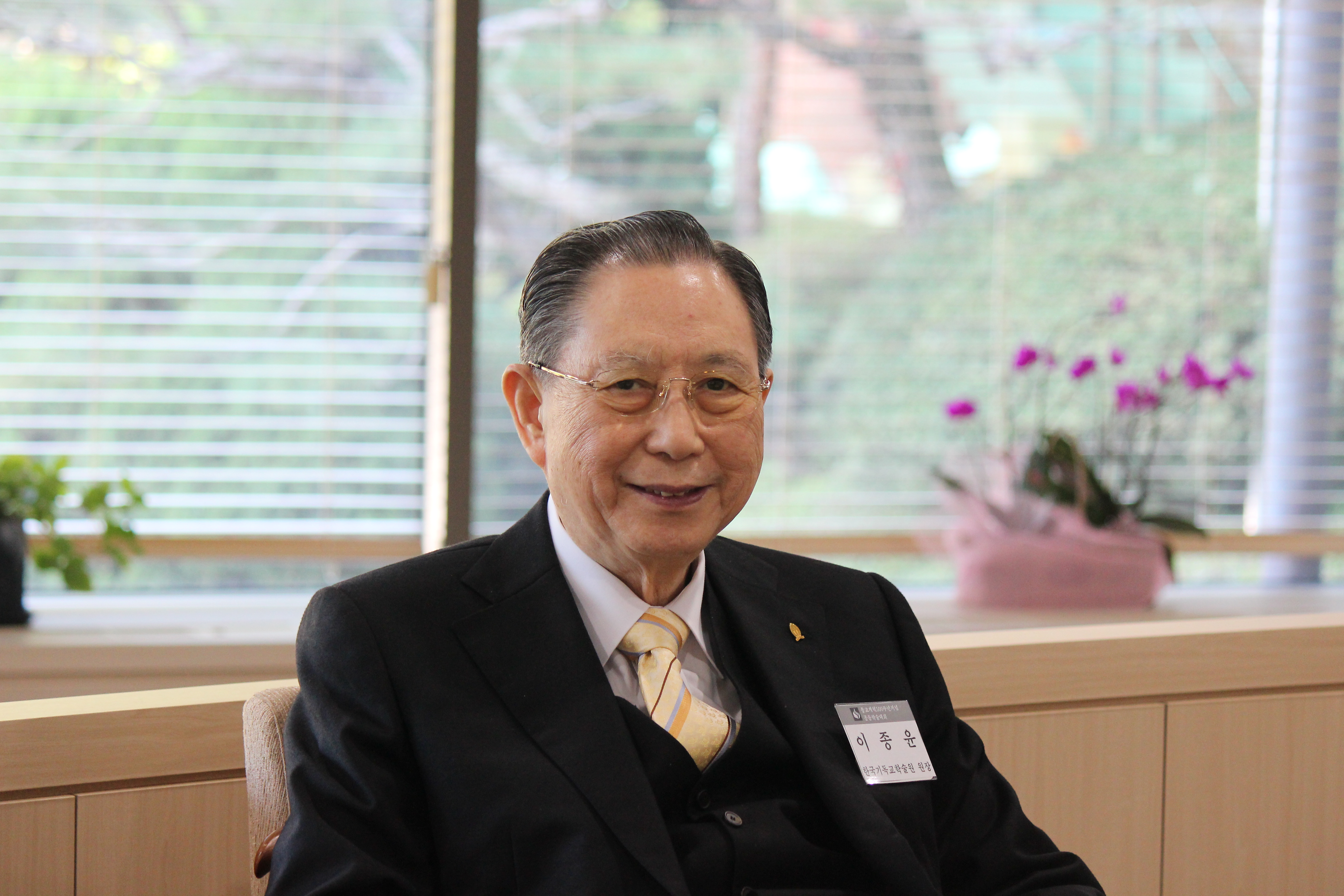
이종윤 한국기독교학술원 2대 원장
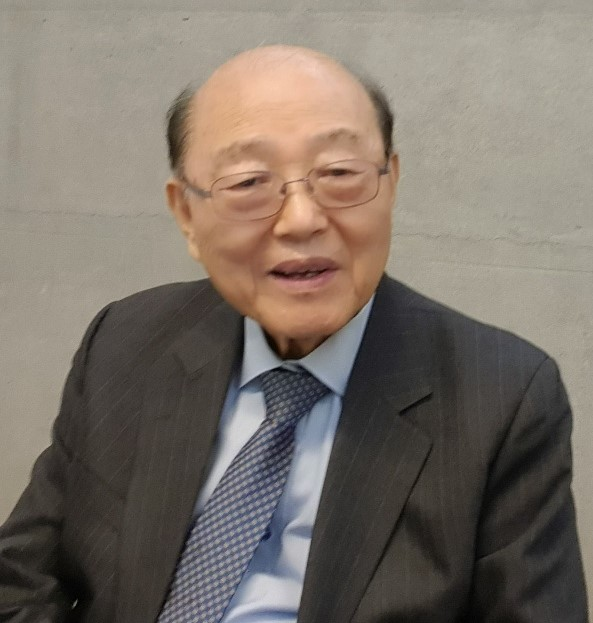
손인웅 3대 원장
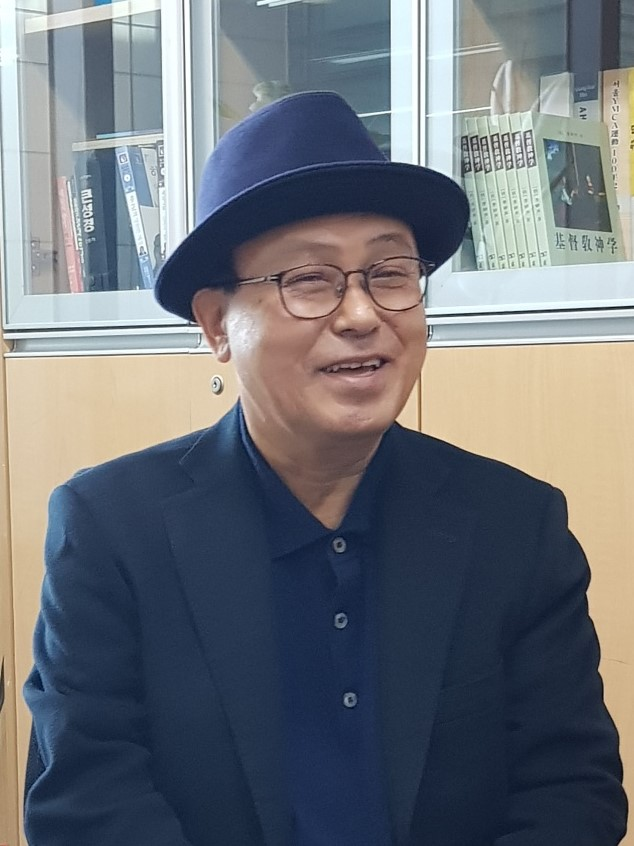
안조현 이사 한국기독교학술원
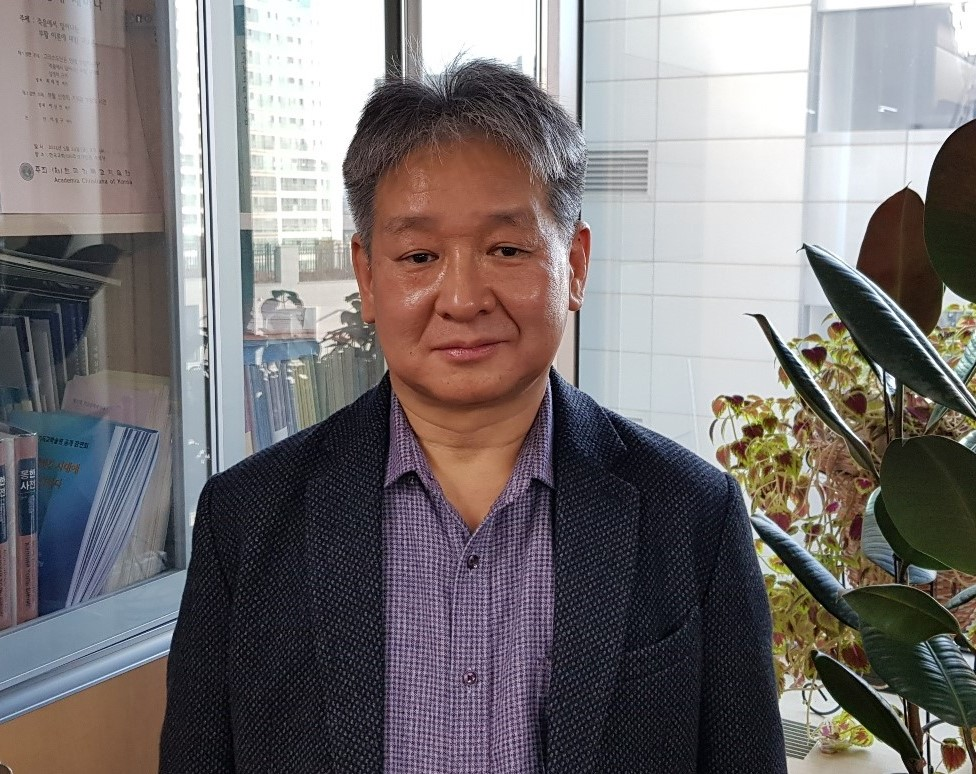
정일환 한국기독교학술원 국장

## 역대 한국기독교학술상 수상자들
박준서, 이원설, 이상현, 김영길, 이종성, 정진경, 민경배, 조정남, 라정찬, 박창환, 박재훈, 조신권, Richard Yoon, 이광순

## 후원교회
덕수(김만준)교회, 동신(김권수)교회, 왕십리중앙(양의섭)교회, 주안장로(주승중)교회

## 같이 보기
- 이종윤
- 이흥순
- 한국기독교한림원
- 기독교학술원